# Merklín u Karlových Var
Merklín (deutsch Merkelsgrün) ist eine Gemeinde im Karlovarský kraj in Tschechien.

## Geografie

Kartenausschnitt von 1881

### Lage
Merklín liegt am Fuß der Südabdachung des Erzgebirges unterhalb des Plešivec in einem Talkessel an der Einmündung des Eliášův potok in die Bystřice. Der 2 Kilometer nördlich der Stadt Hroznětín befindliche Ort gehört dem Okres Karlovy Vary an. Er ist ein Erholungsort in den Wäldern des Erzgebirges.

### Gemeindegliederung
Die Gemeinde Merklín besteht aus den Ortsteilen Lípa (Lindig), Merklín (Merkelsgrün), Pstruží (Salmthal) und Oldřiš (Ullersgrün), die zugleich auch Katastralbezirke bilden.

### Nachbarorte
| Pernink (Bärringen) | Abertamy (Abertham)                         | Jáchymov (St. Joachimsthal) |
| Nejdek (Neudek)     | Kompassrose, die auf Nachbargemeinden zeigt | Ostrov (Schlackenwerth)     |
|                     | Hroznětín (Lichtenstadt)                    |                             |

## Geschichte

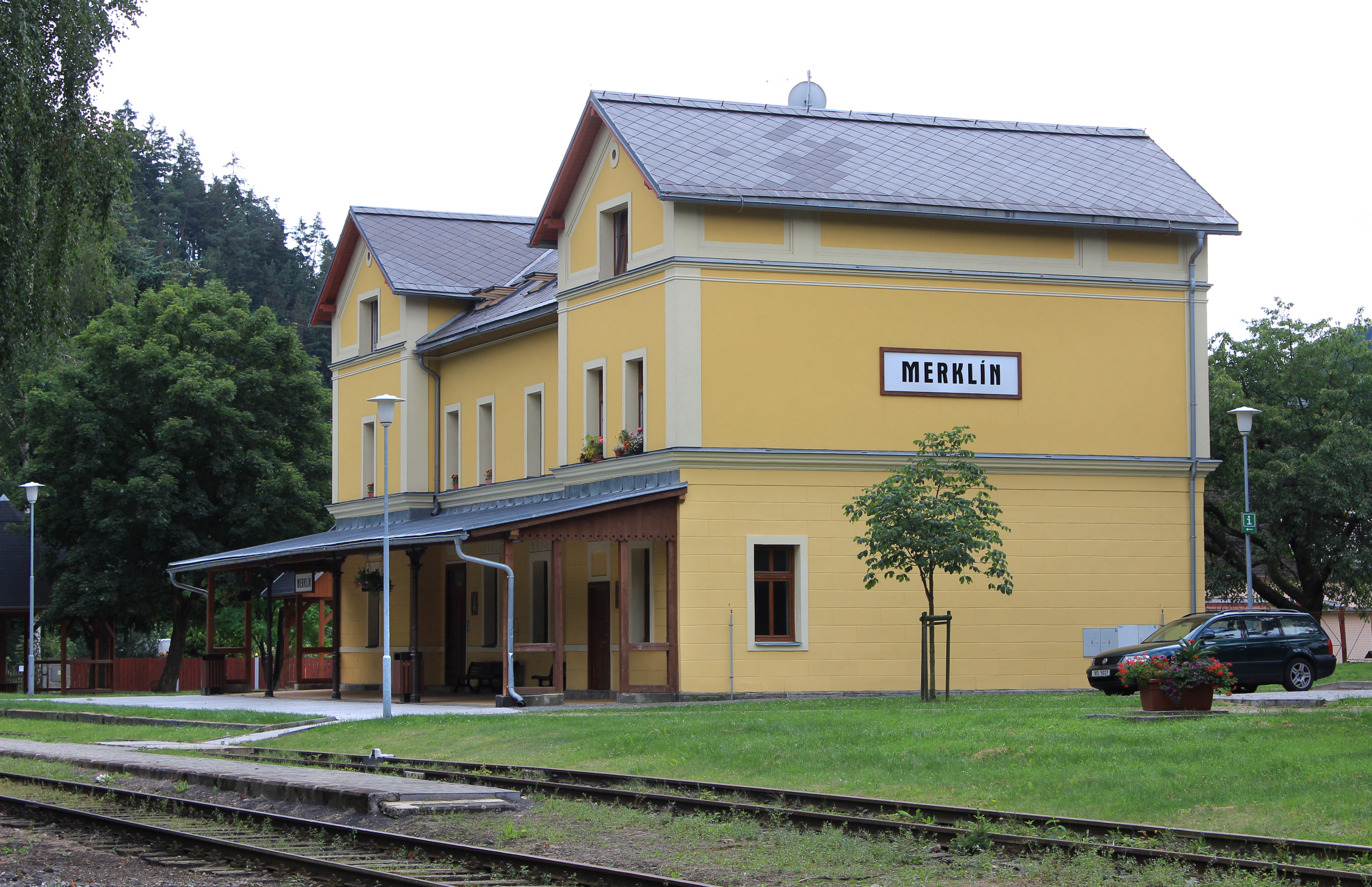
Bahnhof

Die erste Erwähnung von Merkelsgrün erfolgte am 23. Mai 1273 in einer päpstlichen Urkunde Gregors X. Bis zur Revolution 1848/1849 gehörte der Ort zur Herrschaft Schlackenwerth.
Mit Eröffnung der Lokalbahn Karlsbad–(Dallwitz)–Merkelsgrün erhielt Merkelsgrün Eisenbahnanschluss.
Am 1. Dezember 1930 hatte die Gemeinde Merkelsgrün 659 Einwohner, am 17. Mai 1939 waren es 556 und am 22. Mai 1947 noch 527 Bewohner.
Die Gemeinde ist ein traditioneller Standort holzverarbeitender Betriebe. Die Pappenfabrik G.T. Mandl ist neben der Elektroporcelán a.s., einem Hersteller von Elektroisolatoren, der Hauptarbeitgeber des Ortes.

## Entwicklung der Einwohnerzahl
| Jahr | Einwohnerzahl |
| ---- | ------------- |
| 1869 | 134           |
| 1880 | 175           |
| 1890 | 328           |
| 1900 | 421           |
| 1910 | 730           |

| Jahr   | Einwohnerzahl |
| ------ | ------------- |
| 1921   | 641           |
| 1930   | 659           |
| 1950 1 | 738           |
| 1961 2 | 869           |
| 1970 2 | 698           |

| Jahr   | Einwohnerzahl |
| ------ | ------------- |
| 1980 2 | 913           |
| 1991 2 | 889           |
| 2001 2 | 1102          |
| 2011 2 | 1061          |